# Міська БРАМА
«Міська БРАМА» — газета історико-краєзнавчого та пізнавально-літературного спрямування.
Видання зареєстровано у Держкомітеті інформаційної політики, телебачення та радіомовлення України серія КВ число 7235 від 22 квітня 2003 року. Видається у Києві.

## Публікації
У газеті публікуються цікаві розвідки про історичне минуле міста Підгайці, що на Тернопільщині, про його культурне життя, про відомих людей, які народилися тут або відвідували Підгаєччину (Тимофій Бордуляк, Михайло Рудницький, Анатоль Курдидик, Андрій Шептицький, Василь Мізерний — «Рен», Василь Бей — «Улас», Василь Кук — «Леміш», Роман Шухевич — «Тарас Чупринка», Іван Миськів, Олекса Мостовий, Фредерік Шопен, Евлія Челебі, Франсуа Далейрак, Ульріх фон Вердум, Оноре де Бальзак, Соломія Крушельницька, Іван Франко, Андрій Малишко, Іван Даньків, Олекса Яворський, Іван Бакалець, Ігнацій Потоцький, Єжи та Станіслав Хорубські, Іво Вешлєр, Ян і Тадеуш Ломніцькі, Юліан Пашківський, Василь Головінський, Теодор Солодуха, Григорій Петришин, Богдан Титла, Василь Цибульський, Роман та Богдан Метики).
Чимало матеріалів присвячено національно-визвольній боротьбі, духовній та мистецькій тематиці. Висвітлюється також життя підгайчан в діаспорі.

## Розповсюдження
Газета розповсюджується в Галичині, Києві, а також за кордоном — у Польщі, Канаді, США, Великій Британії, Німеччині.